# Ali Abou Al-Ragheb
Ali Abou Al-Ragheb (arabe : علي أبو الراغب), né en 1946, est un homme politique jordanien.
Il a été Premier ministre de Jordanie et ministre de la Défense du 19 juin 2000 au 25 octobre 2003. Il est aussi sénateur de 2003 à 2010. 
Il est cité dans l'affaire des Panama Papers en avril 2016. 